# 心身平行論
心身平行論（英語：Psychophysical Parallelism）為二元論的一種，是希臘哲學家柏拉圖所提出的二元並存理念所延伸出來的理論，認為人在表現出行為時，內在的心理活動與身體活動是同時產生的，兩者是各自獨立活動，並不會相互影響。此理論支持靈魂的存在，於文藝復興時期，做為學者用來迴避直接探討靈魂存有於否的理論。